# Cyrina Fiallo
Cyrina Fiallo (Miami, Florida, Estados Unidos, 29 de diciembre de 1991) es una actriz, directora, y guionista estadounidense. Es conocida por su papel recurrente como Vonnie en la serie de comedia de situación de Disney  Channel ¡Buena suerte, Charlie!. Ella también ha estado invitada en las series Todo el mundo odia a Chris, Community, Gigantic, Glee, Cambiadas al nacer, Riley y el mundo y Sobrenatural. También protagonizó la serie de televisión de Internet My Alibi y The Subpranos, la última de la cual coescribió, codirigió y coprodujo con su compañera Chrissie Fit.

## Biografía
Cyrina Fiallo nació en Miami, Florida, el 29 de diciembre de 1991, es de ascendencia cubana e italiana. También es miembro del grupo de covers The Girls, formado por las actrices Alison Brie y Julianna Guill.
Ha aparecido y numerosos anuncios de televisión para varios minoristas, como Allstate, America's Best, Diet Pepsi y Subaru.

## Filmografía
| Año  | Título                                                                   | Papel           | Notas         |
| ---- | ------------------------------------------------------------------------ | --------------- | ------------- |
| 2007 | Winter and Spring                                                        | Aurelia         |               |
| 2010 | Freeport                                                                 | Beth            | Cortometraje  |
| 2010 | Delusions of Love: A Case Study in Jealousy and 19th Century Formal Wear | Mary            | Cortometraje  |
| 2011 | Friends 4ever                                                            | Lisa            | Cortometraje  |
| 2012 | je vous adore                                                            | Claire          | Cortometraje  |
| 2013 | It Remains                                                               | ?               | Cortometraje  |
| 2014 | Hollywood                                                                | Mary Elizabeth  |               |
| 2015 | The Night Is Young                                                       | Sara            |               |
| 2015 | The Mix                                                                  | Christine       |               |
| 2016 | Killing Poe                                                              | Wynona Thompson |               |
| ?    | Gosnell: America's Biggest Serial Killer                                 | ?               | Posproducción |

| Año       | Título                | Papel                       | Notas                                       |
| --------- | --------------------- | --------------------------- | ------------------------------------------- |
| 2007      | Room 401              | Debra                       | Episodio: "Spare Some Change"               |
| 2008      | Little Miss CEO       | Prima Hilary                | Película de televisión no vendida           |
| 2008      | Quitters              | Cyrina                      | Película de televisión no vendida           |
| 2008      | Everybody Hates Chris | Gigi                        | Episode: "Everybody Hates Cake"             |
| 2009      | A Marriage            | Jenelle                     | Película de televisión no vendida           |
| 2008–2009 | My Alibi              | Marley Carabello            | Protagonista, 18 episodios                  |
| 2009      | My Date               | Gemma                       | Episodio: "Must Love Tech"                  |
| 2009      | A Marriage            | Jenelle                     | Película de televisión                      |
| 2010      | My Roommate the       | Mildred                     | Episodio: "Hipster"                         |
| 2010      | The Subpranos         | Giovana Stratatelli         | Protagonista, 10 episodios                  |
| 2010      | Made... The Movie     | Tuba                        | Protagonista, película de televisión        |
| 2011      | Community             | Claire                      | Episodio: "Early 21st Century Romanticism"  |
| 2011      | Gigantic              | Tara                        | Episodio: "Scramble"                        |
| 2012      | Switched at Birth     | Chica de estudiante de arte | Episodio: "The Art of Painting"             |
| 2012-2014 | Good Luck Charlie     | Vonnie                      | Papel recurrente, 7 episodios               |
| 2012      | Supernatural          | Delta Mendota               | Episodio: "A Little Slice of Kevin"         |
| 2014      | Glee                  | Crítica Web                 | Episodio: "Opening Night"                   |
| 2014      | Mentes criminales     | Jesse Moore                 | Episodio: "Angels"                          |
| 2015      | Married               | Jordan                      | Episodio: "Aftershocks"                     |
| 2015      | Girl Meets World      | Miss Oben                   | Episodio: "Girl Meets Farkle"               |
| 2016      | We're Not Alone       | Carly                       | 5 episodios                                 |
| 2016      | RePlay                | Sasha                       | Protagonista, 12 episodios                  |
| 2016      | Familia de acogida    | Gabby                       | Episodio: "Now for Then"                    |
| 2016      | Rush Hour             | Mrs. Ortiz / Abogada        | Episodio: "Knock, Knock... House Creeping!" |
| 2017      | Budding Prospects     | Marianna                    | Posproducción, película de televisión       |

| Año  | Título                      | Papel              |
| ---- | --------------------------- | ------------------ |
| 2013 | Grand Theft Auto V          | La Población local |
| 2014 | The Crew                    | Alita (voz)        |
| 2015 | Call of Duty: Black Ops III | Voces adicionales  |

## Anuncios de televisión
| Año       | Publicidad           |
| --------- | -------------------- |
| 2013      | Booking.com          |
| 2013      | Xfinity              |
| 2012-2013 | iShares              |
| 2013      | Google Nexus 4       |
| 2013      | CVS Pharmacy         |
| 2013      | Arrow Electronics    |
| 2014-2015 | Allstate             |
| 2014      | JBL                  |
| 2014      | Toyota Camry         |
| 2014      | Hay Day              |
| 2015      | Chick-fil-A Catering |
| 2015      | America's Best       |
| 2015      | Subaru Crosstrek     |
| 2015      | DraftKings           |
| 2016      | Pepsi                |
| 2016      | ZzzQuil              |
| 2016      | Holiday Inn Express  |
| 2016      | CDW                  |